# لطيفة البراك
لطيفة محمد علي البراك مربية كويتية بارزة، وتعد من الرائدات في مجال التعليم النظامي في الكويت التحقت بالتدريس في بداية الأربعينات، وكانت أول معلمة كويتية في رياض الأطفال عام 1957. تولت العديد من المناصب الإدارية حتى أصبحت أول سيدة كويتية تشغل منصب مديرة مدرسة. والثالثة من بين المعلمات الكويتيات في التعليم العام. توفيت لطيفة البراك عام 2021م عن عمر ناهز 94 عاما، بعد أن أسهمت في تربية أجيال من الطالبات وتركت أثرا تربويا مشهودا.

## نشأتها
ولدت الأستاذة لطيفة البراك عام 1927م في الحي القبلي بفريج الغنيم بالكويت. تلقت تعليمها منذ الصغر على يد جدتها المطوعة لولوة سيد أحمد الرفاعي، ثم التحقت بعدها بكتاب المطوعة وضحة البلوشي. وفى عام 1938 التحقت بالمدرسة الوسطى حيث تلقت تعليمها على يد العديد من المعلماتمن شتى البلدان العربية منهم اللبنانيات والسوريات والفلسطينيات.

## حياتها
- بدأت مسيرتها التدريسية في عام 1944 / 1943م في المدرسة الشرقية. ثم تولت مسئولية الإدارة فيها إلى جانب عملها في التدريس.
- ثم انتقلت بعدها للعمل في المدرسة الوسطى والتي كانت للبنين،
- عملت في روضة الجابرية لمدة خمس سنوات.
- انتدبت للعمل في ديوان عام بوزارة التربية كمسجلة في شؤون الطلبة لمدة عامين،
- ثم عادت بعدها للعمل في المدرسة الشرقية القديمة كوكيلة عام 1963، ومنها لمنصب المديرة.
- تم منحها لقب أول ناظرة لمدرسة كويتية للبنات- مدرسة النزهة الإبتدائية وذلك بعد تزكيتها لهذا المنصب من قبل وزارة التربية عام 1943، لتظل مستمرة بمنصبها حتى تقاعدت عام 1977م.
- شاركت في دورة تدريبية في الجامعة الأمريكية ببيروت حول الإدارة المدرسية عام 1965م.
- تقاعدت عن العمل بعد خدمة دامت 34 عاماً في مجال التربية والتعليم والإدارة.[1][2][4]

ساهمت طوال مسيرتها بالعديد من الأعمال التطوعية في تعليم الفتيات مجاناً خارج أوقات العمل الرسمية. كما شاركت في الأنشطة الاجتماعية والتربوية التطوعية. قدمت دورات تدريبية للمعلمات في مجال الإدارة المدرسية. وتكريما لكل ما قامت به من أعمال طوال مسيرتها التربوية، قامت وزارة التربية بإطلاق اسم لطيفة البراك على مدرسة النزهة الابتدائية للبنات تقديرا لجهودها المبذولة على مدار 34 عام. 
وكان من أبرز تلميذاتها:
- بدرية عبدالله الجابر الصباح
- مي الشيخ يوسف بن عيسى.
- دلال خالد المطوع وموضي يوسف المطوع.
- فوزية محمد حسين.
- وجيهة بهبهاني ومليحة بهبهاني
- بدرية يوسف الغانم.[1]

## وفاتها
ظلت لطيفة البراك نموذجا مشرفا للعمل التربوي حتى توفيت في الثالث من أغسطس عام 2021م. 